# Upupa antaios
L'upupa gigante (Upupa antaios Olson, 1975) è un uccello estinto della famiglia delle upupe.
Era una specie endemica dell'isola di Sant'Elena, nell'Oceano Atlantico meridionale.
In base agli studi delle sue ossa subfossili si è visto che questo animale era molto più grande rispetto ai suoi parenti africani ed eurasiatici; inoltre, quest'uccello era inadatto al volo.
Si nutriva probabilmente della forbicina gigante, un insetto di grosse dimensioni attualmente ritenuto estinto dalla IUCN.
Probabilmente, molto similmente a quanto accadde ai vari uccelli inadatti al volo coi quali condivideva l'habitat (rallo di Sant'Elena, folaga di Sant'Elena), si estinse poco dopo l'arrivo dei primi coloni europei sull'isola nel 1502, incapace di sostenere la caccia da parte dei predatori introdotti come gatti, cani, volpi, maiali, ratti.